# Acworth, Georgia
Acworth är en stad (city) i Cobb County, i delstaten Georgia, USA. Enligt United States Census Bureau har staden en folkmängd på 20 711 invånare (2011) och en landarea på 21,4 km².